# 1782 en philosophie
Chronologie de la philosophie
- 1778
- 1779
- 1780
- 1781
- 1782
- 1783
- 1784
- 1785
- 1786

L’année 1782 a été marquée, en philosophie, par les événements suivants :

## Publications
- Joseph Priestley : An History of the Corruptions of Christianity.

- Francesco Soave : Novelle morali (1782), traduits par Simon en français sous le titre de Contes moraux (1790), puis Nouvelles morales exemplaires et manuscrites, à l’usage de la jeunesse (1802).

- David Williams (philosophe) : Lettres sur la Liberté.

## Décès
- 27 décembre : Henry Home, appelé aussi Lord Kames (né en 1696) était un philosophe écossais du siècle des Lumières, juge, avocat mais aussi écrivain et agronome. Né à Kames dans le Berwickshire, il devint avocat et l'un des chefs de file des Lumières écossaises. Membre fondateur de la société philosophique d'Édimbourg et de la Select Society aux côtés de David Hume ou Adam Smith. Il acquit le titre de Lord en 1752. Ses essais lancent une réflexion sur le concept de propriété.